# Фотоколаж
Най-общо казано фотоколаж е монтиране на снимка с компютърна програма. Използва се, за да се направи една снимка от две или повече, за карикатури, в рекламата, в модата и др.
Преди навлизането на цифровата фотография и компютрите също са правени колажи по аналогов метод, като фотографите са налагали негативите или диапозитивите един върху друг и после са копирали снимките на фото хартия.